# Agostino Todaro
Agostino Todaro, dei baroni della Galia (Palermo, 14 gennaio 1818 – Palermo, 18 aprile 1892), è stato un giurista, botanico e politico italiano.
Fu senatore del Regno d'Italia dalla XIII legislatura.

## Biografia
Laureatosi in giurisprudenza,  durante gli studi di diritto aveva anche coltivato la passione, condividendola con l'amico Filippo Parlatore, per la botanica, e, nonostante la scelta di praticare la professione forense, non se ne distaccò, dedicandovi studi e articoli, nonché seguendo nei viaggi e negli esperimenti il botanico Vincenzo Tineo.
Proprio dopo la scomparsa di Tineo (1856), ne prese il posto, reggendo sia la cattedra di botanica presso l'Università di Palermo, sia la direzione dell'Orto botanico di Palermo, che mantenne sino alla morte. Durante questo periodo, provvide ad ampliare e ad ammodernare l'orto botanico, a redigere l'indice delle piante coltivate (Index seminum horti Regii botanici Panormitani an. 1858) e a scambiare i semi delle specie endemiche della Sicilia con altri di piante esotiche, in particolare peculiari dell'Australia.
Si rese promotore della coltivazione del cotone in Sicilia, cui dedicò diverse relazioni. Fra le altre opere di carattere botanico, va ricordato il catalogo delle nuove piante dell''Hortus Botanicus Panormitanus (1876-1892). Fra le sue pubblicazioni giuridiche spiccano, oltre a numerose allegazioni di cause, la stesura dei fascicoli, per la raccolta degli Statuti municipali d'Italia, sulle consuetudini di Sicilia e di Milano (1887-1888).
Membro della Società italiana di scienze naturali, nonché di altre accademie, anche internazionali, è stato nominato senatore del Regno d'Italia il 16 marzo 1879. Le sue collezioni formano, ancora oggi, parte significativa della sezione dell'Erbario Mediterraneo presso il predetto orto.
È dedicato alla sua memoria il Limonium todaroanum, raro endemismo botanico siciliano.

## Opere principali
- Orchideae siculae sive enumeratio orchidearum in Sicilia hucusque detectarum, Ex Empedoclea Officina, Panormi 1842, su books.google.it.
- Rapporto della Commissione per l'imboschimento e censuazione di Monte Pellegrino, con G. Schiro, Lima, Palermo 1851.
- Nuovi generi e nuove specie di piante coltivate nel Real Orto Botanico di Palermo, Pagando e Piola, Palermo 1858, su books.google.it.
- Relazione sui cotoni coltivati al r. Orto botanico nell'anno 1864, Lorsnaider, Palermo 1864.
- Synopsis plantarum acotyledonearum vascularium sponte provenientium in Sicilia insulisque adjacentibus, Lao, Palermo 1866.
- Relazione sui cotoni coltivati nel r. Orto botanico di Palermo nell'anno 1876, Lao, Palermo 1877.
- Relazione sulla cultura dei cotoni in Italia, seguita da una monografia del genere Gossypium, Stamp. Reale, Palermo 1878.
- Sopra una nuova specie di Fourcroya, Lao, Palermo 1879.